# Patrick Bowes-Lyon
Patrick Bowes-Lyon (* 5. März 1863 in Belgravia, Middlesex; † 5. Oktober 1946 in Westerham, Kent) war ein britischer Tennisspieler aus England. 

## Karriere
Im Jahr 1887 gewann er mit seinem Landsmann, dem Briten Herbert Wilberforce, die Konkurrenz im Herrendoppel bei den Wimbledon Championships. Sie besiegten Herbert Crispe und E. Barratt-Smith in drei Sätzen mit 7:5, 6:3, 6:2.
Er war ein Onkel von Elizabeth Bowes-Lyon, der Mutter der britischen Königin Elisabeth II.